# Javier Valls
Javier Valls Andrés (Castellón de la Plana, España, 7 de febrero de 1963) es un exfutbolista español que se desempeñaba como defensa. Con 356 partidos, es el jugador que más partidos ha disputado con el CD Castellón.

## Clubes
| Club            | País   | Año       |
| --------------- | ------ | --------- |
| C. D. Castellón | España | 1981-1994 |